# Seilerei Malmström

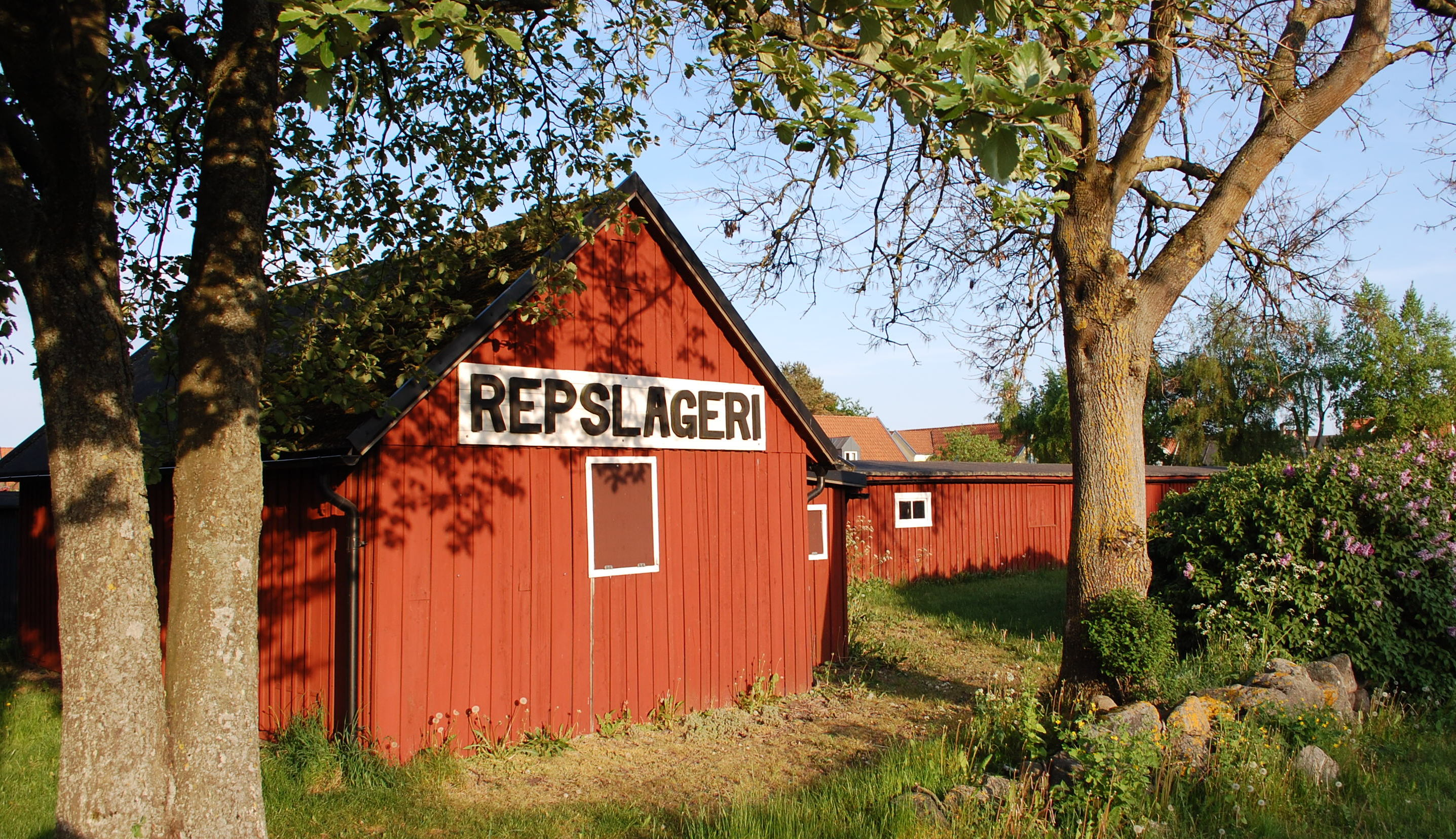
Seilerei Malmström

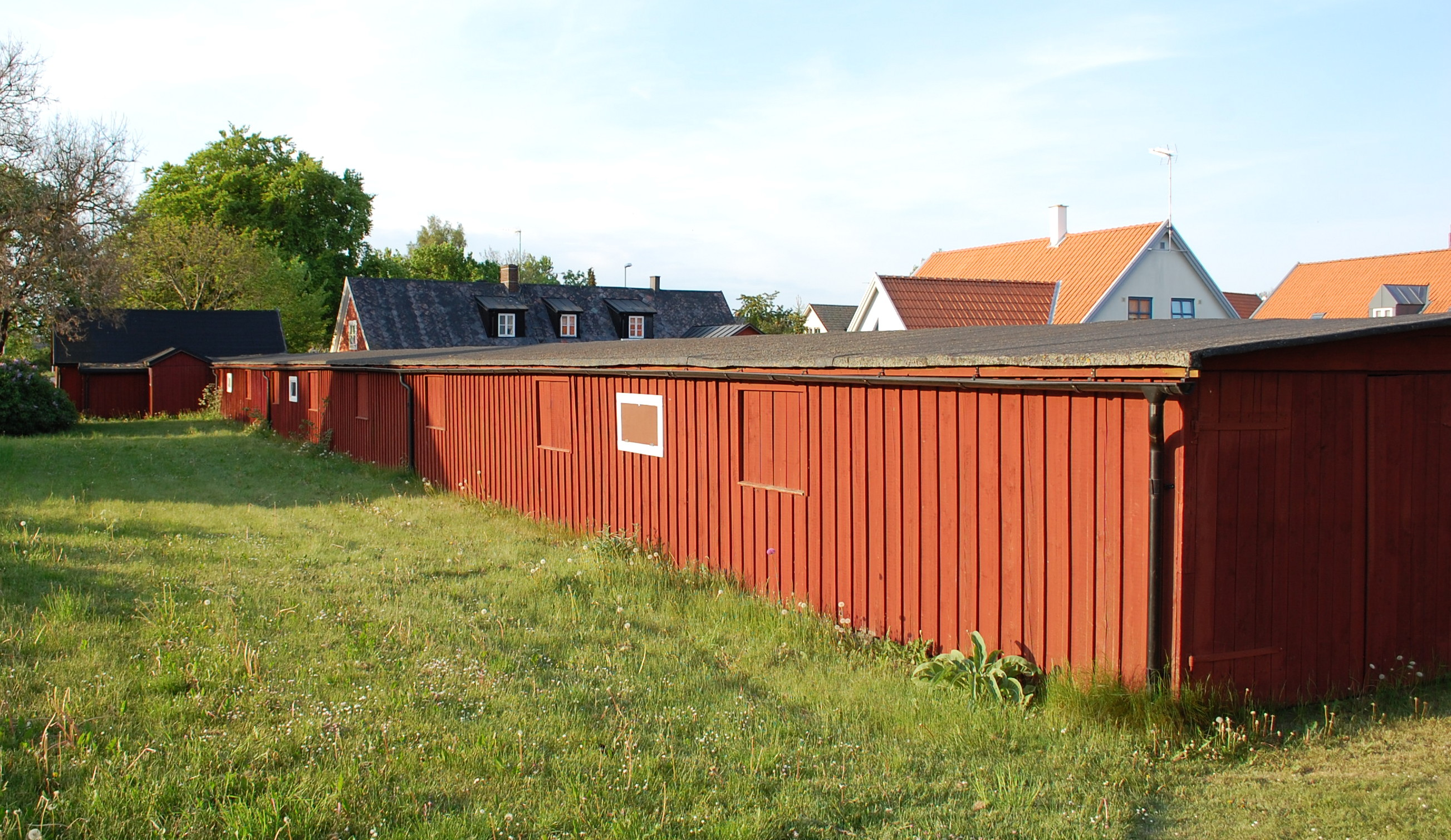
70 Meter langer Anbau

Die Seilerei Malmström (schwedisch Åhus Repslageri) ist ein Seilereigebäude in der schwedischen Stadt Åhus in der Provinz Skåne län. Die Seilerei war die letzte ihrer Art in der Region.

## Architektur und Geschichte
Der Bau der heutigen Seilerei erfolgte um das Jahr 1930. Etwa drei bis vier Seiler stellten in ihr Taue und Produkte für die Fischerei her. Verarbeitet wurde vor allem Hanf, aber auch Baumwolle. 1966 wurde der Betrieb stillgelegt. Der Seiler Malmström vermachte die Werkstatt dem Heimatverein St. Annas Gille, der zum 1. September 1967 das Eigentum übernahm. Der Verein ließ 1968 die heute 70 Meter lange Seilerei an ihren heutigen Standort westlich der Åhuser Altstadt umsetzen.